# チソン
チソン（朝:지성、漢:地成　 1977年2月27日 - ）は、韓国の俳優である。SUR PASS ENTERTAINMENT所属。血液型A型。身長178cm。本名はクァク・テグン（朝:곽 태근）。小学生までソウルで育ち、中学生の時に全羅道麗水市に引っ越した。
水原大学校演劇映画科中退、漢南大学校演劇映画科学士編入後、卒業。　家族は妻（女優のイ・ボヨン）、娘、息子。両親。妹が一人いる。

## 略歴

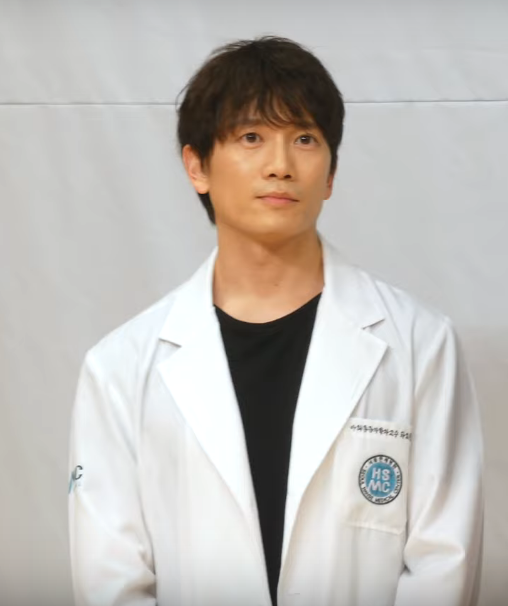

両親共に教育者という厳格な家庭の長男として模範的に育つ。 スポーツも万能で中学生までは野球選手を目指し、スカウトのオファーを受けるほどの実力だったが、父親の反対で諦める。高校時代に映画「レインマン」でダスティン・ホフマンの演技を観て俳優を志すようになるが、父親の猛反対に合う。
　漢南大学校哲学科に入学したが俳優への夢が諦めきれず、放送されていたドラマ『カイスト』のエンドロールを見て制作会社の名前をみつけ、電話番号を調べ、自ら電話して出演交渉をした。電話口に出た制作会社のスタッフは驚き、呆れた様子だったが、言われた通りにとりあえずプロフィールを送り、オーディションにこぎつけた。オーディションでは「カイスト」「太王四神記」の作家ソン・ジナ氏に会い、どんな役をしたいのか問われた時に、事前にA4用紙に書き出しておいたドラマの中にない役柄を提案し、出演を勝ち取った。1999年本名のクァク・テグン名義で『カイスト』でデビュー。
　2001年には、ドラマ『華麗なる時代』で主役に大抜擢。2003年『オールイン 運命の愛』に主演イ・ビョンホンの親友役で出演し、広く名前が知られるようになった。2005年『ラストダンスは私と一緒に』で財閥の御曹司役を好演。同年6月7日に論山陸軍訓練所に入隊。入隊後、パク・クァンヒョン、ホン・ギョンイン、ムン・ヒジュンらと共に国防部傘下の国防広報院で国軍兵務広報大使を務めた。2007年6月6日に除隊。
　除隊後の復帰作は2007年のドラマ『ニューハート』。　三流大学医学部出身の研修医役を情熱的かつチャーミングに熱演し、ヒット作となる。2008年、ソン・スンホンとクォン・サンウ主演の映画『宿命』に友情出演。　
　2009年、ドラマ『オールイン　運命の愛』の作家チェ・ワンギュとプロデューサーのユ・チョリョンのコンビによる『太陽を飲み込め』でアクションに挑戦した。2010年は時代劇『鉄の王 キムスロ』で初のタイトルロールを務める。
　2011年、ドラマ『ロイヤルファミリー』で愛する人を守る検事役、直後の2011年のラブコメ『ボスを守れ』ではダメな財閥三世役とその成長物語をコミカルに演じた。2013年ドラマ『秘密』の熱演では、自身の歴代のドラマキャラクターの中で最も多くのニックネームを生みだし話題になった。
　そして2015年、自らも「人生で一番の作品」という七重人格を演じたドラマ『キルミーヒールミー』で圧倒的な演技を披露し、2015年MBC演技大賞受賞。　2017年、高視聴率を記録したドラマ『被告人』でも2017年SBS演技大賞を受賞。　デビューから約20年余りのキャリアながら受賞に縁がなかったが、演技大賞を二度も受賞することになった。
　『被告人』以降も、『知ってるワイフ』、『医師ヨハン』、『悪魔判事』、『アダマス』に出演して高い評価を受け続けている。

## 私生活
2004～2005年のSBSドラマ『ラストダンスは私と一緒に』で共演したイ・ボヨンと2007年より交際。
2013年8月2日、結婚することを電撃発表する。2013年9月27日　イ・ボヨンと結婚。
2015年6月13日　第一子の女児が誕生。2019年2月5日　第二子の男児が誕生。
韓国芸能界を代表するおしどり夫婦として知られている。

## 出演作

### テレビドラマ
| 年度        | 放送局 | 題名                        | 役名                               | 備考         |
| ----------- | ------ | --------------------------- | ---------------------------------- | ------------ |
| 1999-2000年 | SBS    | カイスト                    | カン・デウク                       |              |
| 2000年      | SBS    | ポップコーン                | チャンスの友人役                   |              |
| 2001年      | MBC    | おいしいプロポーズ          | ジュンス                           |              |
| 2001年      | SBS    | 男と女-彼女と別れる数時間前 | イ・スヒョン                       |              |
| 2001年      | MBC    | 結婚の法則                  | ファン・ウォンス                   |              |
| 2001-2002年 | SBS    | 華麗なる時代                | チャン・ソクジン(主演)             |              |
| 2002年      | KBS    | 太陽の誘惑                  | イ・スンジュン                     |              |
| 2003年      | SBS    | オールイン 運命の愛         | チェ・ジョンウォン（チョンウォン） |              |
| 2003-2004年 | SBS    | 王の女                      | 光海君                             |              |
| 2004年      | KBS    | 愛情の条件                  | ノ・ユンテク                       |              |
| 2004-2005年 | SBS    | ラストダンスは私と一緒に    | カン・ヒョヌ（チャンホ）(主演)     |              |
| 2005年      | MBC    | 心ふるわせて                | ウジン                             | ９、10話のみ |
| 2007-2008年 | MBC    | ニューハート                | イ・ウンソン(主演)                 |              |
| 2009年      | SBS    | 太陽をのみ込め              | キム・ジョンウ(主演)               |              |
| 2009-2010年 | MBC    | 鉄の王 キム・スロ           | キム・スロ(主演)（首露王）         |              |
| 2011年      | MBC    | ロイヤルファミリー          | ハン・ジフン(主演)                 |              |
| 2011年      | SBS    | ボスを守れ                  | チャ・ジホン(主演)                 |              |
| 2012-2013年 | SBS    | 大風水                      | モク・チサン(主演)（ホン・デボク） |              |
| 2013年      | KBS    | 秘密                        | チョ・ミニョク(主演)               |              |
| 2015年      | MBC    | キルミーヒールミー          | チャ・ドヒョン(主演)               | 七重人格役   |
| 2016年      | SBS    | タンタラ〜キミを感じてる〜  | シン・ソクホ(主演)                 |              |
| 2017年      | SBS    | 被告人                      | パク・ジョンウ(主演)               |              |
| 2018年      | tvN    | 知ってるワイフ              | チャ・ジュヒョク(主演)             |              |
| 2019年      | SBS    | 医師ヨハン                  | チャ・ヨハン(主演)                 |              |
| 2021年      | tvN    | 悪魔判事                    | カン・ヨハン(主演)                 |              |
| 2022年      | tvN    | アダマス 失われたダイヤ     | ハ・ウシン／ソン・スヒョン(主演)   | 一人二役     |
| 2024年      | SBS    | コネクション                | チャン・ジェギョン(主演)           |              |

### 映画
- 口笛姫（2002年）-ジュノ役
- 血の涙（2005年）-ドゥホ役
- 宿命（特別出演）（2008年）-パク・ヨンファン役[37]
- 私のPSパートナー（2012年）-イ・ヒョンスン役(主演)[38]
- コンフェッション 友の告白（Confession）（2014年）-イム・ヒョンテ役(主演)[39]
- ヴァンパイアはうちの隣に住んでいる （2015年）短編映画[40]
- 風水師 王の運命を決めた男（原題：明堂）（2018年） - 興宣大院君役[41]

### 楽曲
- KBS2 ドラマ『愛情の条件』OST「告白」（2004年）
- 映画『私のPSパートナー』OST「セクシージングルベル」（with キム・アジュン）（2012年）
- 映画『私のPSパートナー』OST「Show Me Your Panty」（2012年）
- KBS2 ドラマ『秘密』OST Part 7「嵐が丘」（2013年）
- MBC ドラマ『キルミーヒールミー』OST「スミレ」（2015年）

### バラエティ、リアリティ
- XTM STAR N' the CITY - Jisung In DUBAI (2008年5月10日～5月29日）
- Mnet Japan Real Life チソン (2012年9月4日～2013年2月19日）
- tvN Run （2020年1月2日～1月23日） 共演者カン・ギヨン、ファン・ヒ、イ・テソン

### ミュージックビデオ
- 放しておく イ・ガンジン（2000年）
- 風邪 イ・チャン（2002年）
- 白黒写真 KCM（2004年）
- 悲しみの活用法 キム・ボムス（2008年）
- ジュルルッ フィソン（2009年）
- 私たちは ペク・ジヨン（2019年）

## 受賞歴
- 2001年 MBC演技大賞 新人演技賞（「おいしいプロポーズ」）
- 2001年 SBS演技大賞 ニュースター賞
- 2004年 SBS演技大賞 10大スター賞（「オールイン 運命の愛」）
- 2008年 MBC演技大賞 ミニシリーズ部門 黄金演技賞（「ニューハート」）
- 2011年 SBS演技大賞
  - ドラマスペシャル部門最優秀演技賞（「ボスを守れ」）
  - ベストカップル賞（チェ・ガンヒとの共同受賞）（「ボスを守れ」）
  - 10大スター賞（「ボスを守れ」）
- 2013年 KBS演技大賞[42]
  - 最優秀演技賞（「秘密」）
  - 人気賞（「秘密」）
  - ベストカップル賞（「秘密」）
- 2015年 MBC演技大賞
  - 大賞（「キルミーヒールミー」）[43]
  - ミニシリーズ部門最優秀演技賞（「キルミーヒールミー」）
  - ベストカップル賞（ファン・ジョンウムとの共同受賞）（「キルミーヒールミー」）
  - ベストカップル賞（パク・ソジュンとの共同受賞）（「キルミーヒールミー」）[44]
  - 10大スター賞（「キルミーヒールミー」）
- 2017年 THE SEOUL AWARDS
  - 主演男優賞（「被告人」）[45]

- 2017年 韓国大衆文化芸術賞
  - 国務総理表彰[46]

- 2017年 グリメ賞
  - 男女最優秀演技賞（「被告人」）[47]
- 2017年 SBS演技大賞
  - 大賞（「被告人」）[48]